# Championnat du monde masculin de basket-ball 1982
Navigation
1978 - Philippines 1986 - Espagne
Le Championnat du monde masculin de basket-ball 1982 s'est déroulé en Colombie du 15 au 28 avril 1982.

## Podium final
Le podium final de ce championnat du monde est :
| Médaille           | Pays        |
| ------------------ | ----------- |
| Médaille d'or      | URSS        |
| Médaille d'argent  | États-Unis  |
| Médaille de bronze | Yougoslavie |

## Compétition
Les deux premiers de chaque groupe sont qualifiés pour le tour final. Lors de celui-ci, chaque équipe affronte les six autres du groupe, auquel s'est ajouté la Colombie, qualifié d'office pour ce tour final en tant que pays organisateur.
Les deux premiers s'affrontent en finale et les équipes classées 3e et 4e s'affrontent pour le match pour la 3e place..

## Équipes participantes et groupes
| Groupe A Chine Espagne États-Unis Panama | Groupe B Australie Brésil Côte d'Ivoire URSS | Groupe C Canada Tchécoslovaquie Uruguay Yougoslavie |

## Premier tour

### Groupe A
- Classement

| Rang | Pays       | Pts | V | D |
| ---- | ---------- | --- | - | - |
| 1    | Espagne    | 6   | 3 | 0 |
| 2    | États-Unis | 5   | 2 | 1 |
| 3    | Panama     | 4   | 1 | 2 |
| 4    | Chine      | 3   | 0 | 3 |

### Groupe B
- Classement

| Rang | Pays          | Pts | V | D |
| ---- | ------------- | --- | - | - |
| 1    | URSS          | 6   | 3 | 0 |
| 2    | Australie     | 5   | 2 | 1 |
| 3    | Brésil        | 4   | 1 | 2 |
| 4    | Côte d'Ivoire | 3   | 0 | 3 |

### Groupe C
- Classement

| Rang | Pays            | Pts | V | D |
| ---- | --------------- | --- | - | - |
| 1    | Yougoslavie     | 6   | 3 | 0 |
| 2    | Canada          | 5   | 2 | 1 |
| 3    | Tchécoslovaquie | 4   | 1 | 2 |
| 4    | Uruguay         | 3   | 0 | 3 |

## Tournoi de classement
- Classement

| Rang | Pays            | Pts | V | D |
| ---- | --------------- | --- | - | - |
| 1    | Brésil          | 9   | 4 | 1 |
| 2    | Panama          | 9   | 4 | 1 |
| 3    | Tchécoslovaquie | 9   | 4 | 1 |
| 4    | Uruguay         | 7   | 2 | 3 |
| 5    | Chine           | 6   | 1 | 4 |
| 6    | Côte d'Ivoire   | 5   | 0 | 5 |

## Tour final
- Classement

| Rang | Pays        | Pts | V | D |
| ---- | ----------- | --- | - | - |
| 1    | États-Unis  | 11  | 5 | 1 |
| 2    | URSS        | 11  | 5 | 1 |
| 3    | Yougoslavie | 10  | 4 | 2 |
| 4    | Espagne     | 10  | 4 | 2 |
| 5    | Australie   | 8   | 2 | 4 |
| 6    | Canada      | 7   | 1 | 5 |
| 7    | Colombie    | 6   | 0 | 6 |

## Match pour la3eplace
Yougoslavie -  Espagne : 119 - 117

## Finale
URSS - États-Unis : 95 - 94

## Classement final
| Rang | Équipe          |
| ---- | --------------- |
| 1    | URSS            |
| 2    | États-Unis      |
| 3    | Yougoslavie     |
| 4    | Espagne         |
| 5    | Australie       |
| 6    | Canada          |
| 7    | Colombie        |
| 8    | Brésil          |
| 9    | Panama          |
| 10   | Tchécoslovaquie |
| 11   | Uruguay         |
| 12   | Chine           |
| 13   | Côte d'Ivoire   |

## 5 Majeur du tournoi
- Doc Rivers (États-Unis)
- Dragan Kicanović (Yougoslavie)
- Juan Antonio San Epifanio (Espagne)
- Vladimir Tkatchenko (URSS)
- Anatoli Mychkine (URSS)